# Mała Kaplica
Mała Kaplica (słow. Vežička Veľkého Kostola) – wzniesienie znajdujące się zaraz na północny zachód od Wielkiego Kościoła, w masywie Kościołów (fragment Zimnowodzkiej Grani) w słowackiej części Tatr Wysokich. Z Małą Kaplicą sąsiaduje od północnego zachodu z Wielką Kaplicą, od której jest oddzielona Wrotami między Kaplicami. Z kolei od Wielkiego Kościoła oddziela ją siodło Wrótek przed Kaplicami. Na wierzchołek Małej Kaplicy nie prowadzą żadne znakowane szlaki turystyczne, przez taterników bywa najczęściej zwiedzana przy okazji przejścia grani Kościołów.
Blok szczytowy Małej Kaplicy składa się z dwóch niewielkich igieł skalnych, a na obie strony opadają spod niego niewielkie żebra skalne. Nazwa Małej Kaplicy pochodzi od grani Kościołów i stanowi jeden z elementów okolicznego „kościelnego” nazewnictwa.

## Historia
Pierwsze wejścia turystyczne:
- Alfréd Grósz i Tibold Kregczy, 30 czerwca 1911 r. – letnie,
- Jadwiga Pierzchalanka i Jerzy Pierzchała, 8 kwietnia 1937 r. – zimowe.